# Gelbressée
Gelbressée är ett vattendrag i Belgien.   Det ligger i provinsen Namur och regionen Vallonien, i den centrala delen av landet, 60 km sydost om huvudstaden Bryssel.
Omgivningarna runt Gelbressée är en mosaik av jordbruksmark och naturlig växtlighet. Runt Gelbressée är det ganska tätbefolkat, med 96 invånare per kvadratkilometer.